# Bandiera della Nuova Olanda

Bandiera della Nuova Olanda.

La bandiera della Nuova Olanda, nota anche come la bandiera del Brasile olandese, è stata la bandiera utilizzata dalla Compagnia olandese delle Indie occidentali per i territori che erano sotto il suo controllo in Brasile dal 1630 fino al 1654.

## Descrizione
La bandiera è composto da tre strisce orizzontali con i colori della bandiera della Repubblica delle Sette Province Unite (rosso, bianco e blu) e visualizza un monogramma sulla striscia centrale e una corona sulla banda superiore, entrambi di colore oro. L'origine del monogramma così come le sue iniziali e il suo significato non è noto.